# Hypolobocera
Hypolobocera is een geslacht van kreeftachtigen uit de klasse van de Malacostraca (hogere kreeftachtigen).

## Soorten
- Hypolobocera (Hypolobocera) aequatorialis
- Hypolobocera (Hypolobocera) henrici
- Hypolobocera (Lindacatalina) latipenis
- Hypolobocera (Lindacatalina) plana
- Hypolobocera aequatorialis (Ortmann, 1897)
- Hypolobocera alata M. R. Campos, 1989
- Hypolobocera andagoensis (Pretzmann, 1965)
- Hypolobocera barbacensis M. R. Campos, Malgahães & Rodríguez, 2002
- Hypolobocera beieri Pretzmann, 1968
- Hypolobocera bouvieri
- Hypolobocera buenaventurensis (Rathbun, 1905)
- Hypolobocera cajambrensis von Prahl, 1988
- Hypolobocera canaensis Pretzmann, 1968
- Hypolobocera caputii (Nobili, 1901)
- Hypolobocera chilensis (Lucas in H. Milne Edwards & Lucas, 1844)
- Hypolobocera chocoensis Rodríguez, 1980
- Hypolobocera conradi (Rathbun, 1905)
- Hypolobocera dantae Rodríguez & Suárez, 2004
- Hypolobocera delsolari Pretzmann, 1978
- Hypolobocera dentata von Prahl, 1987
- Hypolobocera emberara M. R. Campos & Rodríguez, 1995
- Hypolobocera esmeraldensis Rodríguez & von Sternberg, 1998
- Hypolobocera exuca Pretzmann, 1977
- Hypolobocera gibberimana Pretzmann, 1968
- Hypolobocera gorgonensis von Prahl, 1983
- Hypolobocera gracilignatha Pretzmann, 1972
- Hypolobocera guayaquilensis Bott, 1967
- Hypolobocera kamsara M. R. Campos & Rodríguez, 1995
- Hypolobocera konstanzae Rodríguez & von Sternberg, 1998
- Hypolobocera lamercedes
- Hypolobocera lloroensis M. R. Campos, 1989
- Hypolobocera malaguena von Prahl, 1988
- Hypolobocera martelathani (Pretzmann, 1965)
- Hypolobocera meineli von Prahl, 1988
- Hypolobocera mindonensis Rodríguez & von Sternberg, 1998
- Hypolobocera muisnensis Rodríguez & von Sternberg, 1998
- Hypolobocera murindensis M. R. Campos, 2003
- Hypolobocera mutisi von Prahl, 1988
- Hypolobocera noanamensis Rodríguez, M. R. Campos & López, 2002
- Hypolobocera olgaluciae Ramos-Tafur & Ríos, 2007
- Hypolobocera orcesi Pretzmann, 1978
- Hypolobocera peruviana (Rathbun, 1898)
- Hypolobocera rathbuni Pretzmann, 1968
- Hypolobocera rotundilobata Rodríguez, 1994
- Hypolobocera smalleyi Pretzmann, 1968
- Hypolobocera solimani
- Hypolobocera steindachneri Pretzmann, 1968
- Hypolobocera triangula Ramos-Tafur, 2006
- Hypolobocera ucayalensis Rodríguez & Suárez, 2004
- Hypolobocera velezi M. R. Campos, 2003